# Carolyn Burns

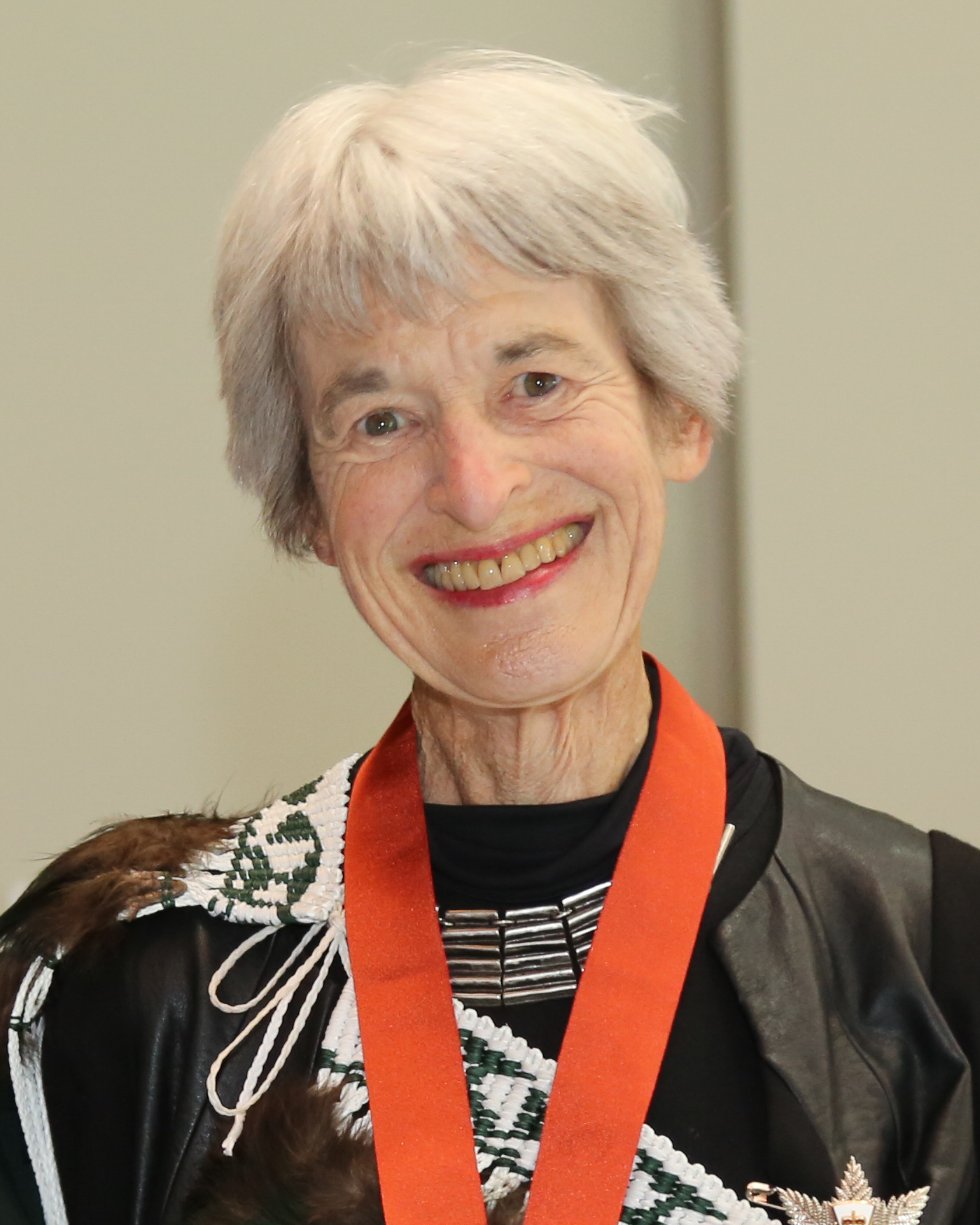
Dame Carolyn Burns, nach ihrer Ernennung zur DNZM für Verdienste um die ökologische Forschung, im Government House, Auckland, am 23. Mai 2022

Dame Carolyn Waugh Burns, DNZM CBE (* 3. Februar 1942 in Lincoln, Neuseeland) ist eine neuseeländische Zoologin und Hochschullehrerin. Sie ist emeritierte Professorin an der University of Otago und war die erste Frau, die den Akademierat der Royal Society Te Apārangi leitete. Sie  hat bedeutende wissenschaftliche Beiträge zum Naturschutz geleistet, indem sie sich mit invasivem Zooplankton befasste.

## Leben und Werk

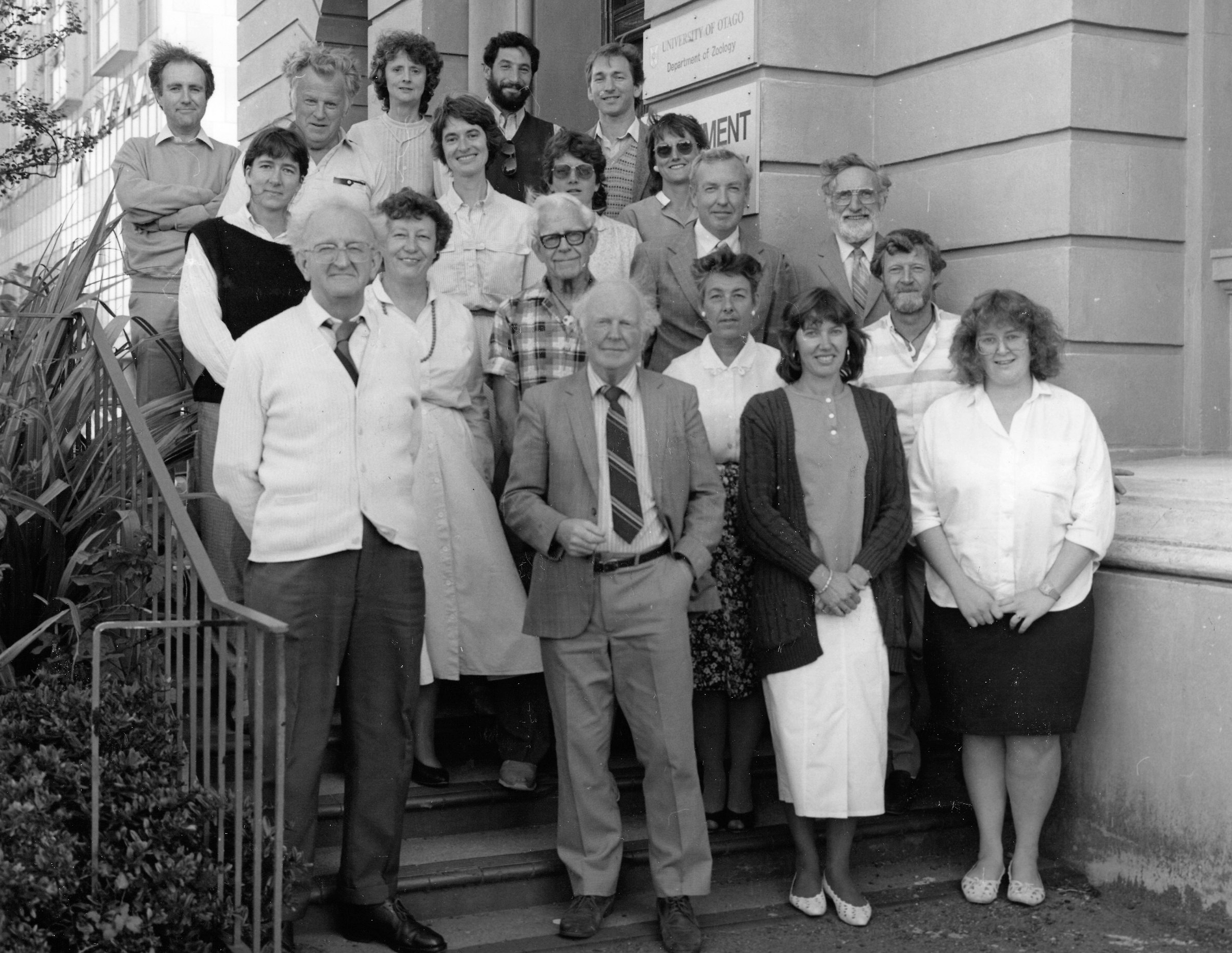
Mitarbeiterfoto der Zoologischen Abteilung der University of Otago auf den Stufen des Marples-Gebäudes im Jahr 1987. Carolyn Burns: 2. Reihe von oben, 3. Person von rechts

Burns ist die Tochter von Ruth Burns und ihrem Ehemann Malcolm Burns. Sie studierte Zoologie an der University of Canterbury und promovierte 1966 an der University of Toronto. Von 1967 bis 1968 forschte sie als wissenschaftliche Mitarbeiterin in Biologie an der Yale University und nahm dann einen Lehrauftrag für Zoologie an der University of Otago an. 1993 erhielt sie dort einen persönlichen Lehrstuhl für Zoologie und war von 1997 bis 1999 Leiterin der Abteilung für Zoologie.
Von 1995 bis 2001 war sie die erste Präsidentin der International Limnological Society und von 1998 bis 2005 Leiterin der Abteilung für Zoologie an der University of Otago. Sie war Mitglied des Marsden Fund Council und berief das Gremium für Ökologie, Evolution und Verhalten ein. Bis 1990 war sie Vorsitzende des Nature Conservation Council und Mitglied der National Parks and Reserves Authority. Sie war von 1984 bis 1990 Regionalrätin der International Union for Conservation of Nature (IUCN) und leitete von 1986 bis 1990 das neuseeländische Komitee der IUCN-Mitglieder. Sie war Mitglied des Vorstands des National Institute of Water and Atmospheric Research und des Board of Antarctica New Zealand.
Ihre Forschung konzentriert sich auf biologische Prozesse und Populationsdynamik in Seen, Planktonökologie und -produktivität, Wasserqualität, Auswirkungen des Klimawandels und menschlicher Einflüsse auf die Artenvielfalt, Erhaltung und Bewirtschaftung von Seen und Feuchtgebieten, Mikrobielle Nahrungsnetze.

## Auszeichnungen
- 1984: Commander des Order of the British Empire (CBE)[4]
- 1990: New Zealand 1990 Commemoration Medal
- 1993: Fellow der Royal Society Te Apārangi[5]
- 2007: Naumann-Thienemann-Medaille[6]
- 2017: Marsden Medal[7]
- 2017: 150 Women in 150 Words der Royal Society Te Apārangi
- 2021: Dame Companion des New Zealand Order of Merit (DNZM)
- Thomson-Medaille der New Zealand Association of Scientists

## Veröffentlichungen (Auswahl)
- mit L. A. Schallenberg, S. A. Wood, J.  Puddick, P. J. Cabello-Yeves: Isolation and characterisation of monoclonal picocyanobacterial strains from contrasting New Zealand lakes. Inland Waters, 12(3), 2022, S. 383–396. doi:10.1080/20442041.2022.2053455
- mit L. A. Schallenberg, J. K. Pearman, S. A. Wood: Metabarcoding reveals lacustrine picocyanobacteria respond to environmental change through adaptive community structuring. Frontiers in Microbiology, 12, 2021, S. 757929. doi:10.3389/fmicb.2021.757929
- L. A. Schallenberg, J. K. Pearman, S. A. Wood: Spatial abundance and distribution of picocyanobacterial communities in two contrasting lakes revealed using environmental DNA metabarcoding. FEMS Microbiology Ecology, 97(7), 2021, fiab075. doi:10.1093/femsec/fiab075
- Z. Ye, E. Williams, C. Zhao, M. Lynch: The rapid, mass invasion of New Zealand by North American Daphnia “pulex”. Limnology & Oceanography, 66, 2021, S. 2672–2683. doi:10.1002/lno.11780